# Krško (plaats)
Krško is een plaats in Slovenië en maakt deel uit van de gemeente Krško in de NUTS-3-regio Spodnjeposavska. De plaats telde 6.852 inwoners op 1 januari 2023.
Met NK Krško beschikt Krško over een voetbalclub die van 2015 tot 2019 uitkwam op het hoogste Sloveense niveau.

## Geboren
- Robert Berić (17 juni 1991), voetballer